# Aviation militaire de l'armée royale des Indes néerlandaises

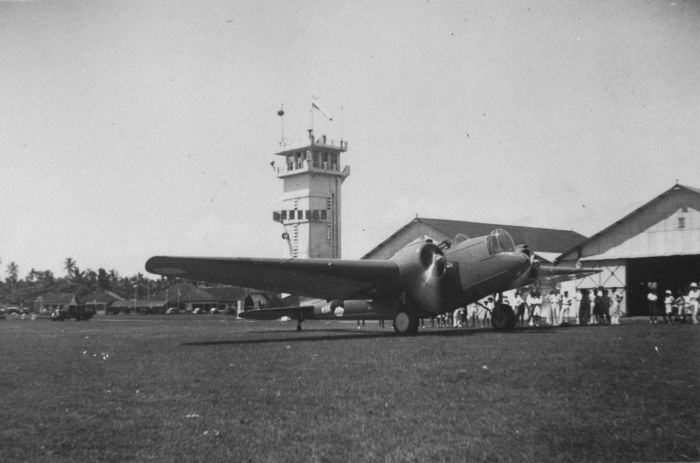
Bombardier Martin B-10 de l'aviation militaire de l'armée royale des Indes néerlandaises sur l'aérodrome d'Andir à Bandung (1937)

L'aviation militaire de l'armée royale des Indes néerlandaises (en néerlandais : Militaire Luchtvaart van het Koninklijk Nederlands-Indisch Leger) — en abrégé ML-KNIL -, fut le corps aérien de l'armée royale des Indes néerlandaises de 1939 à 1950. C'était un corps totalement distinct de l'armée de l'air néerlandaise, la Koninklijke Luchtmacht.
En 1915, les forces des Indes néerlandaises furent équipés de leurs premiers avions. En 1950, à la suite de la reconnaissance par le royaume des Pays-Bas de l'indépendance de l'Indonésie, ses bases et autres installations furent remises à l'armée de l'air indonésienne.

## Histoire

### Création
L'aviation militaire de l'armée royale des Indes néerlandaises voit le jour en 1915 sous la dénomination de "Service d'expérimentation en vol de l'armée royale des Indes néerlandaises" (Proefvliegafdeling-KNIL, PVA-KNIL). En 1921, la force aérienne est renommée "Service aérien de l'armée royale des Indes néerlandaises" (Luchtvaartafdeling-KNIL, LA-KNIL) avant d'être définitivement redéfénie comme "aviation militaire de l'armée royale des Indes néerlandaises" le 30 mars 1939.

### Seconde Guerre mondiale

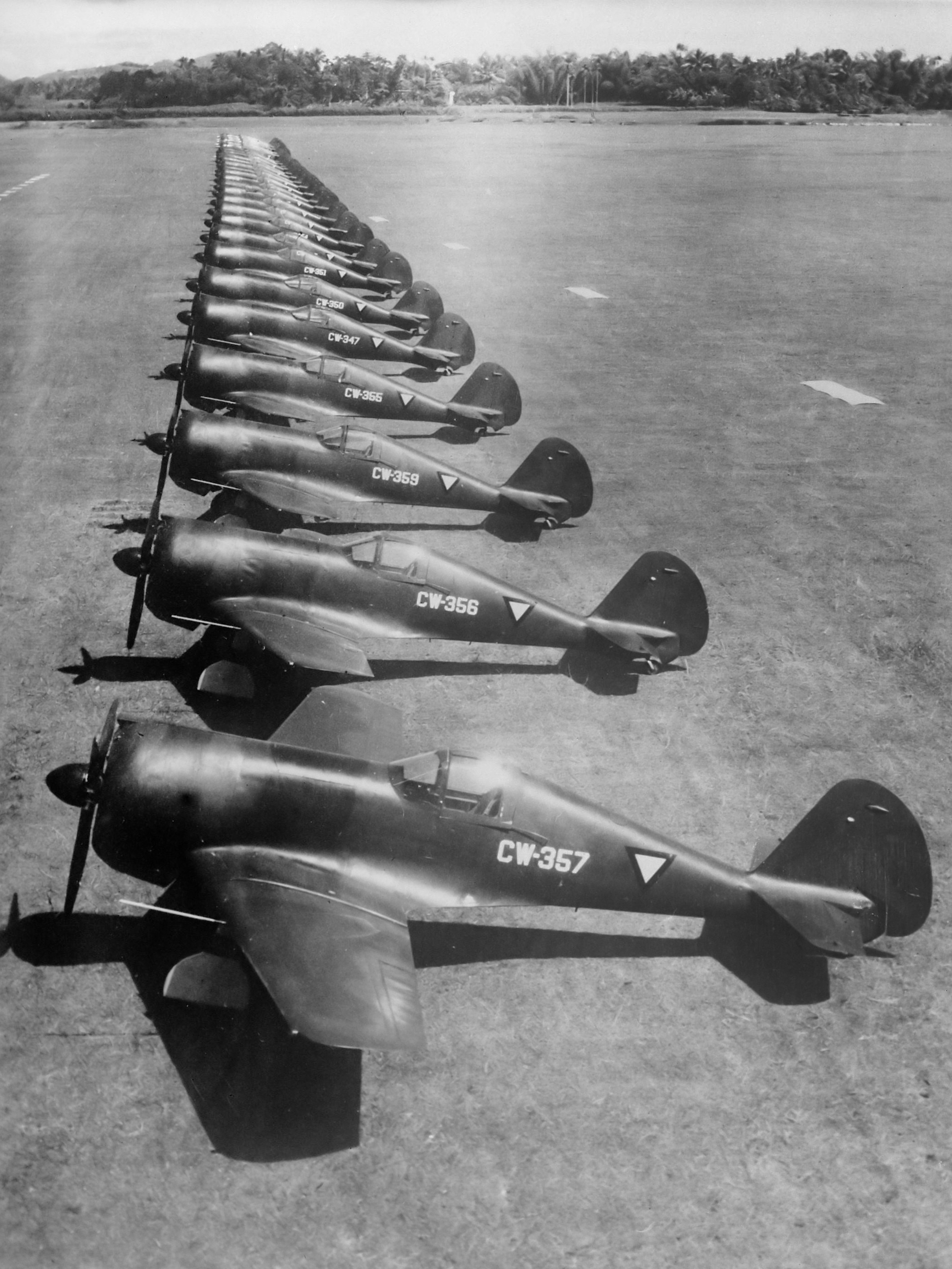
Alignement de Curtiss-Wright CW-21 en 1942.

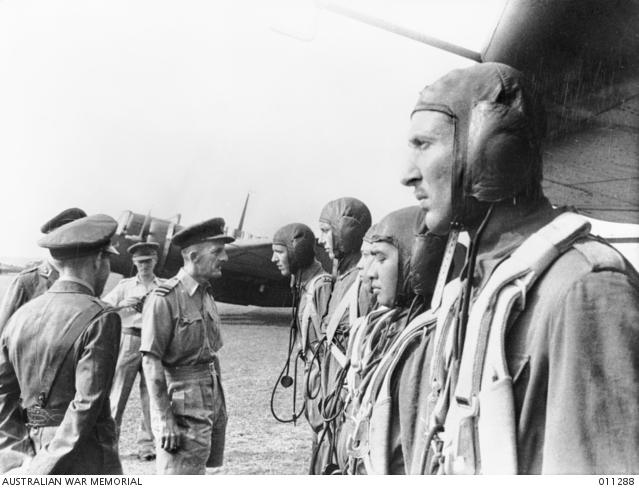
L'Air Vice-Marshal Conway Pulford de la RAF accueille des pilotes de la ML-KNIL à Singapour (janvier 1942)

L'Aviation des Indes orientales néerlandaises apporta son soutien aux troupes du Royaume-Uni au début de la bataille de Malaisie, avant de se replier sur Java. Le 16 décembre 1941, les Japonais attaquèrent les possessions néerlandaises, déclenchant la  campagne des Indes orientales néerlandaises.
Le 1er janvier 1942, les forces néerlandaises rejoignirent le commandement américano-britannico-néerlando-australien (American-British-Dutch-Australian Command ou ABDACOM). L'aviation de la colonie des Pays-Bas n'était cependant pas au mieux de ses capacités, ne disposant que d'une petite partie des avions commandés, dont plusieurs étaient des modèles déjà obsolètes. Cinq groupes, dont trois de bombardiers et deux d'avions de chasse, chacun composé de trois ou quatre escadrons, participèrent aux combats. Un sixième groupe contribua à des missions de transport. 
Son ordre de bataille au déclenchement de la guerre est de 83 bombardiers Glen Martin B10, de 71 chasseurs Brewster Buffalo F2A, de 17 chasseurs Curtiss-Wright CW-21 (sur 24 achetés), de 13 chasseurs Curtis 75A et de 40 avions de reconnaissance et d'entraînement divers
Malgré une résistance acharnée, les Japonais remportèrent la victoire de et occupèrent les Indes orientales néerlandaises, une partie des avions des Pays-Bas rejoignant l'Australie pour continuer le combat.
Trois escadrons de bombardiers et d'avions de chasse, mêlant pilotes australiens et néerlandais furent alors formés et inclus dans la Royal Australian Air Force : dont le No. 18 Netherland East Indies Squadron RAAF, le No. 119 Netherlands East Indies Squadron RAAF, dissous en décembre 1943 pour former le No. 120 Netherlands East Indies Squadron RAAF. 
Après le conflit mondial, l'Aviation militaire des Indes néerlandaises participa aux opérations contre la jeune république d'Indonésie lors de la révolution indonésienne. Elle fut dissoute en 1950.

## Appareils

### 1915-1918
- Monoplane Deperdussin-Léon de Brouckère (n’a jamais volé)
- Farman F.22
- Léon de Brouckère No.1 & No.2 (type reconnaissance et entraînement, copies de Farman)
- Glenn L. Martin Model TT
- Glenn L. Martin Model TA
- Glenn L. Martin Model TE
- Glenn L. Martin Model R

### 1919-1935
| - Avro 504K - Curtiss P-6E Hawk - De Havilland DH-9 - Fokker C.IV - Fokker C.V (D/E) - Fokker C.X - Fokker DC.1 - Fokker D.VII | - Fokker F.VIIb-3m - Fokker S.IV - Fokker T.IV - Morane-Saulnier AR / MS.35 - NVI F.K.31 (en) - Pander D (en) - Vickers Viking (en) |

### 1936-1950
| - Brewster Buffalo B-339C/D - Bücker Bü 131 Jungmann - Commonwealth CA-6 Wackett - Curtiss P-40 (E/N) Kittyhawk - Curtiss P-36 Hawk 75A-7 - Curtiss-Wright CW-21B Interceptor - Curtiss-Wright CW-22 Falcon - Douglas C-40 - Douglas C-47 Dakota - Douglas C-54 Skymaster - Douglas DC-3D | - Fairchild F-24R-9 - Fokker T-IV - Glenn Martin 139/166 - Hawker Hurricane IIb - Mitsubishi Ki-57 "Topsy" - Koolhoven F.K.51 - Lockheed 212 - Lockheed L-12 - Lockheed L-18 Lodestar - Lockheed C60 Lodestar - Messerschmitt Bf 108B-1 | - P-51 Mustang (D/K) - Noorduyn Norseman - North American AT-16 Harvard - North American B-25 Mitchell (C/D/J) - Piper J-4E - Piper L-4J - Ryan STM-2 - Taylorcraft L-2 Grasshopper - Tiger Moth - Waco EGC-7 - Waco UKC |

### Anciennes dénominations et cocardes
De 1915 à 1950, l'aviation militaire de l'armée royale des Indes néerlandaises a changé plusieurs fois sa dénomination ainsi que sa cocarde.
| Dénomination | Cocarde   | Années    |
| --- | --------- | --------- |
| Proefvliegafdeling van het Koninklijk Nederlands-Indisch Leger Service d'expérimentation en vol de l'armée royale des Indes néerlandaises |           | 1915-1921 |
| Luchtvaartafdeling van het Koninklijk Nederlands-Indisch Leger Service aérien de l'armée royale des Indes néerlandaises                   |           | 1921-1939 |
| Militaire Luchtvaart van het Koninklijk Nederlands-Indisch Leger Aviation militaire de l'armée royale des Indes néerlandaises             |           | 1939-1942 |
| Militaire Luchtvaart van het Koninklijk Nederlands-Indisch Leger Aviation militaire de l'armée royale des Indes néerlandaises             | 1942-1948 |           |
| Militaire Luchtvaart van het Koninklijk Nederlands-Indisch Leger Aviation militaire de l'armée royale des Indes néerlandaises             | 1948-1950 |           |

## Commandants
- 1915 Capitaine C. E. Visscher
- 1917 Capitaine C. L. Vogelesang
- 1919 Capitaine C. van Houten
- 1921 Capitaine J.A. Roukes
- 1924 Capitaine P.F. Hoeksema de Groot
- 1927 Commandant J. Beumer
- 1928 Lieutenant-colonel J.H. Wesseling
- 1932 Commandant G. A. Ilgen
- 1934 Major-général L. H. van Oyen
- 1945 Major-général E. T. Kengen
- 1946 Colonel P. J. de Broekert
- 1948 Major-général C. W. van der Eem

## Autres lectures
- "La ML-KNIL 1940-1942: 1ère partie: l'organisation", par Michel Ledet et Max Schep, revue Avions no.4, Juin 1993.
- "La ML-KNIL 1940-1942: 2ème partie: les camouflages et marques", par Michel Ledet et Max Schep, revue Avions no.5, Juillet 1993.
- "La ruée japonaise: La conquête des Indes néerlandaises; 1e partie: Les Japonais s'emparent de Bornéo, des Célèbes et de Sumatra", par Michel Ledet, revue Batailles Aériennes no.42, 2007.
- "La ruée japonaise: La conquête des Indes néerlandaises; 2e partie: Les Japonais à l'assaut de Java" par Michel Ledet, revue Batailles Aériennes no.43, 2008.